# Newtown (Misuri)
Newtown es un pueblo ubicado en el condado de Sullivan en el estado estadounidense de Misuri. En el Censo de 2010 tenía una población de 183 habitantes y una densidad poblacional de 277,09 personas por km².

## Geografía
Newtown se encuentra ubicado en las coordenadas 40°22′28″N 93°19′57″O / 40.37444, -93.33250. Según la Oficina del Censo de los Estados Unidos, Newtown tiene una superficie total de 0.66 km², de la cual 0.66 km² corresponden a tierra firme y (0.78%) 0.01 km² es agua.

## Demografía
Según el censo de 2010, había 183 personas residiendo en Newtown. La densidad de población era de 277,09 hab./km². De los 183 habitantes, Newtown estaba compuesto por el 85.25% blancos, el 0% eran afroamericanos, el 7.65% eran amerindios, el 0% eran asiáticos, el 0% eran isleños del Pacífico, el 3.28% eran de otras razas y el 3.83% pertenecían a dos o más razas. Del total de la población el 9.84% eran hispanos o latinos de cualquier raza.